# Allan Edwall
Allan Edwall (Östersund, 25 agosto 1924 – Stoccolma, 7 febbraio 1997) è stato un attore, regista e cantante svedese, vincitore del premio Guldbagge come miglior attore nel 1974.

## Biografia
Conosciuto in patria per le sue interpretazioni di personaggi positivi in alcune delle trasposizioni televisive e cinematografiche delle opere letterarie di Astrid Lindgren, frequentò da giovane l'Accademia Drammatica Reale di Svezia. Apparve in oltre quattrocento pellicole cinematografiche e televisive, venendo diretto in più occasioni dai connazionali Ingmar Bergman e Jan Troell.

## Filmografia

### Attore

#### Cinema

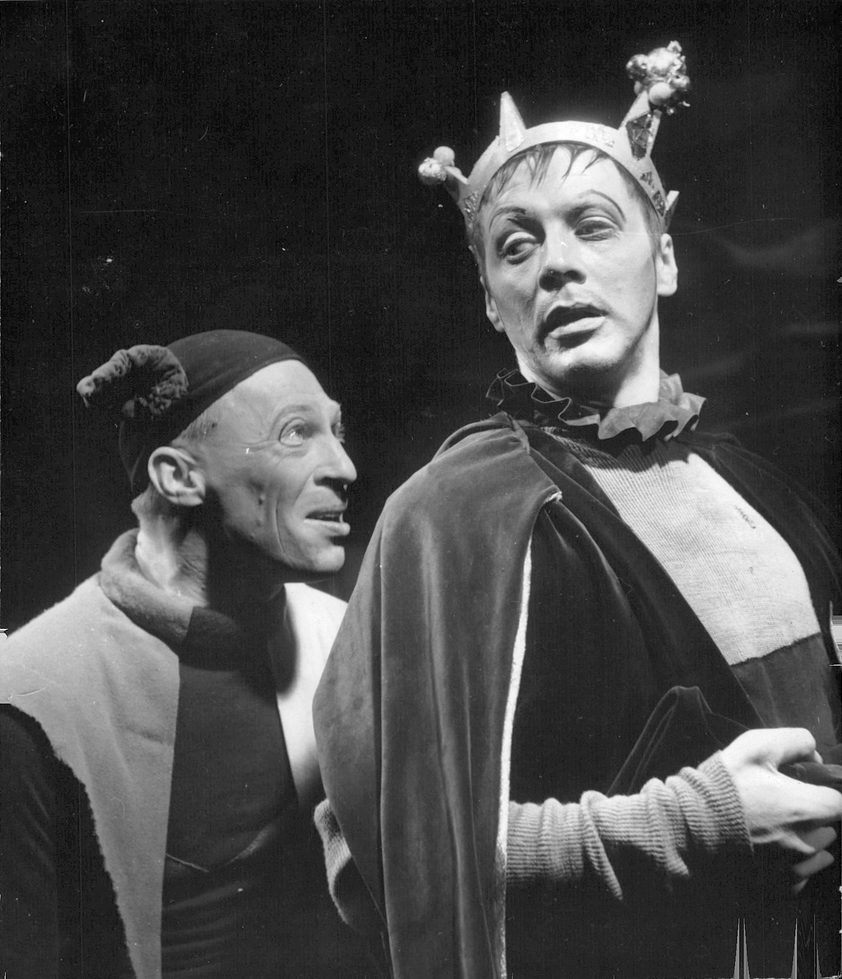
Allan Edwall, a destra, con Anders Ek in una rappresentazione al Teatro Reale Drammatico nel 1954

- Vildfåglar, regia di Alf Sjöberg (1955)
- La fontana della vergine (Jungfrukällan), regia di Ingmar Bergman (1960)
- L'occhio del diavolo (Djävulens öga), regia di Ingmar Bergman (1960)
- Ljuvlig är sommarnatten, regia di Arne Mattsson (1961)
- A proposito di tutte queste... signore (För att inte tala om alla dessa kvinnor), regia di Ingmar Bergman (1963)
- Luci d'inverno (Nattvardsgästerna), regia di Ingmar Bergman (1963)
- Relazioni proibite (Träfracken), regia di Lars-Magnus Lindgren (1966)
- Questa è la tua vita (Här har du ditt liv), regia di Jan Troell (1966)
- Quando due corpi si incontrano una dolce musica... (Människor möts och ljuv musik uppstår i hjärtat), regia di Henning Carlsen (1967) - Voce narrante
- Il ministro (Ministern), regia di Jarl Kulle (1970)
- Karl e Kristina (Utvandrarna), regia di Jan Troell (1971)
- La nuova terra (Nybyggarna), regia di Jan Troell (1972)
- Emil och griseknoen, regia di Olle Hellbom (1973)
- Elvis! Elvis!, regia di Kay Pollak (1976)
- Mannen som blev miljonär, regia di Mats Arehn (1980)
- Fanny e Alexander (Fanny och Alexander), regia di Ingmar Bergman (1982)
- Åke och hans värld, regia di Allan Edwall (1984)
- Il volto di Karin (Karins ansikte), regia di Ingmar Bergman (1984)
- Sacrificio (Offret), regia di Andrej Tarkovskij (1986)

#### Televisione
- Ett Drömspel, regia di Ingmar Bergman (1963)
- Emil (Emil i Lönneberga), serie televisiva (1974-1975)

### Regista

#### Cinema
- Eriksson (1969)
- Åke och hans värld (1984)
- Mälarpirater (1987)

#### Televisione
- Svenska folkets sex och snusk (1984)
- Lilla Scenen (1985)
- Den nervöse mannen (1986)
- Den Milda (1996)

## Doppiatore
- La tempesta di Shakespeare (Resan till Melonia), regia di Per Åhlin (1989)

## Doppiatori italiani
Nelle versioni in italiano dei suoi film, Allan Edwall è stato doppiato da:
- Sergio Tedesco in L'occhio del diavolo, Fanny e Alexander
- Manlio Busoni in La fontana della vergine
- Roberto Gicca in Luci d'inverno
- Carlo Romano in A proposito di tutte queste... signore
- Diego Michelotti in Emil
- Manlio De Angelis in Sacrificio
- Sergio Di Giulio in Emil (ridoppiaggio)

## Premi e riconoscimenti
- 1974 - Guldbagge
  - Miglior attore - Emil och griseknoen
- 1985 - Semana Internacional de Cine de Valladolid
  - Spiga d'oro - Åke och hans värld